# Chris Hughes
Chris Hughes (sinh ngày 26 tháng 11 năm 1983) là một doanh nhân người Mỹ, người đồng sáng lập và từng là phát ngôn viên của trang mạng xã hội và mạng trực tuyến Facebook, với những người bạn cùng ký túc xá tại Harvard là Mark Zuckerberg, Dustin Moskovitz, Eduardo Saverin và Andrew McCollum. Hughes là nhà xuất bản và tổng biên tập của tờ The New Republic từ năm 2012 đến 2016. Tính đến năm 2019, Hughes là đồng chủ tịch của Dự án An ninh Kinh tế. Năm 2018, Hughes đã xuất bản Fair Shot: Rethinking Inequality and How We Earn. Vào tháng 5 năm 2019, Hughes đã xuất bản một bản op-ed trên tờ New York Times, kêu gọi "Tẩy chay Facebook" và quy định nội dung của chính phủ về nó và vào tháng 6 cùng năm, Hughes đã chỉ trích quyết định của Facebook về việc ra mắt Libra, nói rằng tiền mã hóa "sẽ chuyển quyền lực sang tay sai nếu ít nhất, đồng tiền này thành công một cách khiêm tốn".

## Tuổi thơ và giáo dục
Hughes lớn lên tại Hickory, North Carolina (Hoa Kỳ), là đứa con duy nhất của Arlen "Ray" Hughes, là một người đàn ông bán giấy với Brenda Hughes, giáo viên của một trường công.. Hughes tốt nghiệp Học viện Phillips tại Andover, Massachusetts. Vào năm 2006, Hughes tốt nghiệp magna cum laude từ trường Đại học Harvard với bằng cử nhân nghệ thuật trong môn lịch sử và văn học.

## Sự nghiệp
Hughes là điều hợp viên của tổ chức trực tuyến phục vụ cho chiến dịch tranh cử năm 2008 của Barack Obama trên My.BarackObama.com, một mạng xã hội trực tuyến của chiến dịch. Hughes là chủ đề của một câu chuyện trên tạp chí Fast Company bên dưới dòng đầu: "The Kid Who Made Obama President; How Facebook Cofounder Chris Hughes Unleashed Barack's Base - and Changed Politics and Marketing Forever".
Vào tháng 3 năm 2009, Hughes được gọi là "Doanh nhân trong dinh thự" (Entrepreneur in Residence) tại General Catalyst Partners, một hãng phim đầu tư mạo hiểm tại Cambridge, Massachusetts.
Hughes là giám đốc điều hành của Jumo, được thành lập năm 2010. Jumo là một tổ chức mạng xã hội phi lợi nhuận được lập ra với mục đích "nhằm giúp con người tìm ra cách để giúp thế giới" (aims to help people find ways to help the world).

## Đời tư
Hughes đã kết hôn với Sean Eldridge, nhà điều hành chính trị của Freedom to Marry.[10] Hughes và Eldridge đã tuyên bố đính hôn vào tháng 1/2011 trong một buổi tiệc ủng hộ của Freedom to Mary. Họ kết hôn vào tháng 6/2012. Tài sản của Hughes ước lượng trị giá hơn 500 triệu đô la Mỹ.